# 卡爾皮利夫卡 (卡明-卡希爾西基區)
51°23′41″N 25°2′4″E / 51.39472°N 25.03444°E
卡爾皮利夫卡（烏克蘭語：Карпилівка），是烏克蘭西北部的村莊，隸屬沃倫州的卡明-卡希爾斯基區。該村面積3.49平方公里，海拔高度162米，2001年人口709，人口密度每平方公里203.38人。